# Lubnî
Lubnî (în ucraineană Лубни) este oraș regional în regiunea Poltava, Ucraina. Deși subordonat direct regiunii, orașul este și reședința raionului Lubnî. 

## Demografie
Componența lingvistică a orașului Lubnî
     Ucraineană (91,06%)
     Rusă (8,61%)
     Alte limbi (0,2%)
Conform recensământului din 2001, majoritatea populației orașului Lubnî era vorbitoare de ucraineană (91,06%), existând în minoritate și vorbitori de rusă (8,61%).